# 濱田苔花
濱田 苔花（はまだ たいか、1884年 - 1962年）は、岡山県出身で鹿児島県初の女性記者。男尊女卑の気風が強かったとされる明治時代の鹿児島県にあって、他に先駆けて女性ジャーナリストとして活動した。本名は濱田亀鶴（はまだ かつ）。岡崎理七郎の二女。
代表作は、連載小説『五厘銅貨物語』（1908年4月30日から39回）。大阪の私立裁縫塾を経て、大阪私立ウィルミナ女学校（現大阪女学院）に入学し、1906年3月卒業。同郷出身で社会主義運動家の山川均の勧めにより、1906年鹿児島県出身の濱田仁左衛門と結婚。四男一女をもうける（山川均と濱田仁左衛門は同志社中学校の同級生）。1951年-1952年に、二期連続で、鹿児島県婦人会連絡協議会の会長を務めた。
長男尚友は元衆議院議員。